# Arris International
Arris International plc är ett brittiskt-amerikanskt multinationellt telekommunikationsföretag som tillverkar kringutrustningar för bland annat bredband, IP-telefoni, IPTV, molntjänster, television och Wi-Fi och levereras primärt till nätverks- och teleoperatörer.
För 2016 hade de en omsättning på cirka $6,8 miljarder och i september 2017 en personalstyrka på 7 020 anställda. Företaget är registrerad i Shipley i England men har sitt huvudkontor i Suwanee i Georgia i USA.